# Mahadaiyatapanpur
Mahadaiyatapanpur – gaun wikas samiti w środkowej części Nepalu w strefie Dźanakpur w dystrykcie Mahottari. Według nepalskiego spisu powszechnego z 2001 roku liczył on 946 gospodarstw domowych i 5737 mieszkańców (2706 kobiet i 3031 mężczyzn).